# Alléluia de Castelnaudary

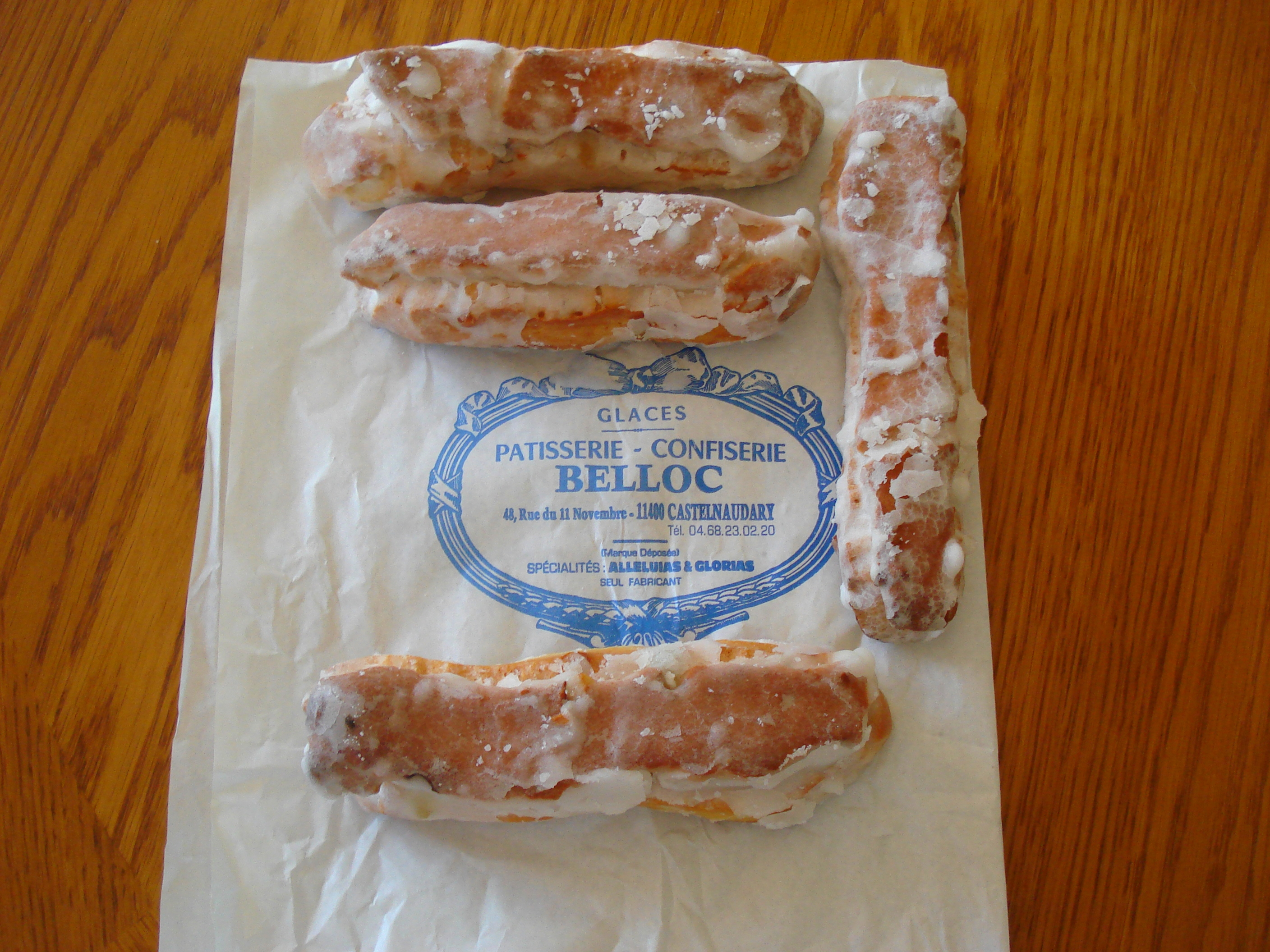
Alléluias de Castelnaudary

Alléluia de Castelnaudary é um doce francês, originário da comuna de Castelnaudary. Um alléluia é feito de massa choux, e é popular na época da Semana Santa.

## História
A origem do nome não é certa. Uma das origens sugeridas sugere que o papa Pio VII, ao retornar de seu exílio em Fontainebleau, teria passado a noite de 02 de fevereiro de 1814 no hotel Notre-Dame em Castelnaudary. O confeiteiro M. Izard teria então o oferecido doces feitos de acordo com uma receita criada por um soldado do exército de Napoleão. Pio VII, que não falava francês, teria agradecido ao confeiteiro dizendo a palavra "aleluia" (alléluia, em francês). Outra possibilidade afirma que o bolo era dado como recompensa para as crianças na noite de Sábado Santo, que cantavam o refrão alléluia.
O alléluia foi identificado pela primeira vez como especialidade languedociana no Larousse ménager de 1926.

## Características
O alléluia é uma confeitaria feita a partir de uma base de massa choux, que é perfumada com suco de cidra ou água de laranjeira, dando ao doce um gosto cítrico característico. Normalmente, os bolinhos são feitos em um formato alongado similar ao da bomba de chocolate, e cobertos com uma camada de açúcar glacê.